# I Could Sing of Your Love Forever
«I Could Sing of Your Love Forever» es un sencillo creado y grabado por la banda de rock Delirious?, lanzado el 10 de diciembre de 2001. Como la mayoría de los anteriores sencillos de Delirious? la canción no recibió airplay por parte de la BBC Radio 1. El sencillo entró en la posición nº37 en su primera semana y se colocó finalmente en el puesto nº40 el 17 de diciembre, por lo que fue el séptimo sencillo de la banda en estar dentro del Top 40 del mercado principal.

## Historia
El servicio de radio Cross Rhythms informó a través de su página web el 28 de septiembre de 2001 que el siguiente sencillo de Delirious? sería una nueva versión de una canción de los EP Cutting Edge, lanzados entre 1992 y 1995 antes de la formación de la banda. Al respecto la discográfica de la banda Furious? Records, dijo en un comunicado de prensa: "Los fans de Delirious? pueden estar sorprendidos por la selección de la canción, pero cuando escuchen esta nueva versión muchos estarán de acuerdo de que tiene sentido lanzarlo a la corriente principal."
La canción fue regrabada para hacer parte del primer álbum recopilario de la banda Deeper, que tuvo la particularidad de ser lanzado primero en los Estados Unidos. En español su adaptó bajo el título de "Cantaré de Tu Amor Por Siempre", interpretada por el ministerio "Rey de Reyes" de Argentina, para el álbum "Sana Nuestra Nación", grabado en 1999.
Martin Smith quien escribió la canción en 1994 explicó el motivo del lanzamiento: 

«Hemos vuelto a grabar en el verano y luego de ver lo sucedido el 11 de septiembre nos dimos cuenta que el mundo había cambiado, y que quizás habría un gran propósito detrás de la canción. Así que humildemente la ofrecemos como un signo de esperanza para poder transmitirle a la gente, que hay un sanador que puede hacernos libres».

## Vídeo
El vídeo de la canción fue dirigido por una productora que realizaba un documental de la banda ese año, donde recopilaron material visual de los últimos dos años del grupo. Delirious? tenía planeado originalmente grabar el vídeo con Andy Hutch quien había grabado los cortes visuales tanto para "Waiting for the Summer" como para "Take Me Away". Sin embargo, la banda ya había empezado un tour promocional por el Reino Unido y los horarios para grabar eran muy apretados.

## Lista de canciones

### CD 1
1. «I Could Sing of Your Love Forever» (Radio versión)
2. «Everything» (Live USA radio session)
3. «Bliss» ("Britrix" remix)
4. «I Could Sing of Your Love Forever» (Video)

### CD 2
1. «I Could Sing of Your Love Forever» (Full versión)
2. «American President»
3. «Every Child Counts» - HopeHIV (Video)

## Posicionamiento
| Lista (2001)     | Posición |
| ---------------- | -------- |
| UK Singles Chart | 40       |
| Cross Rhythms    | 7        |